# Liste des chefs du gouvernement néerlandais

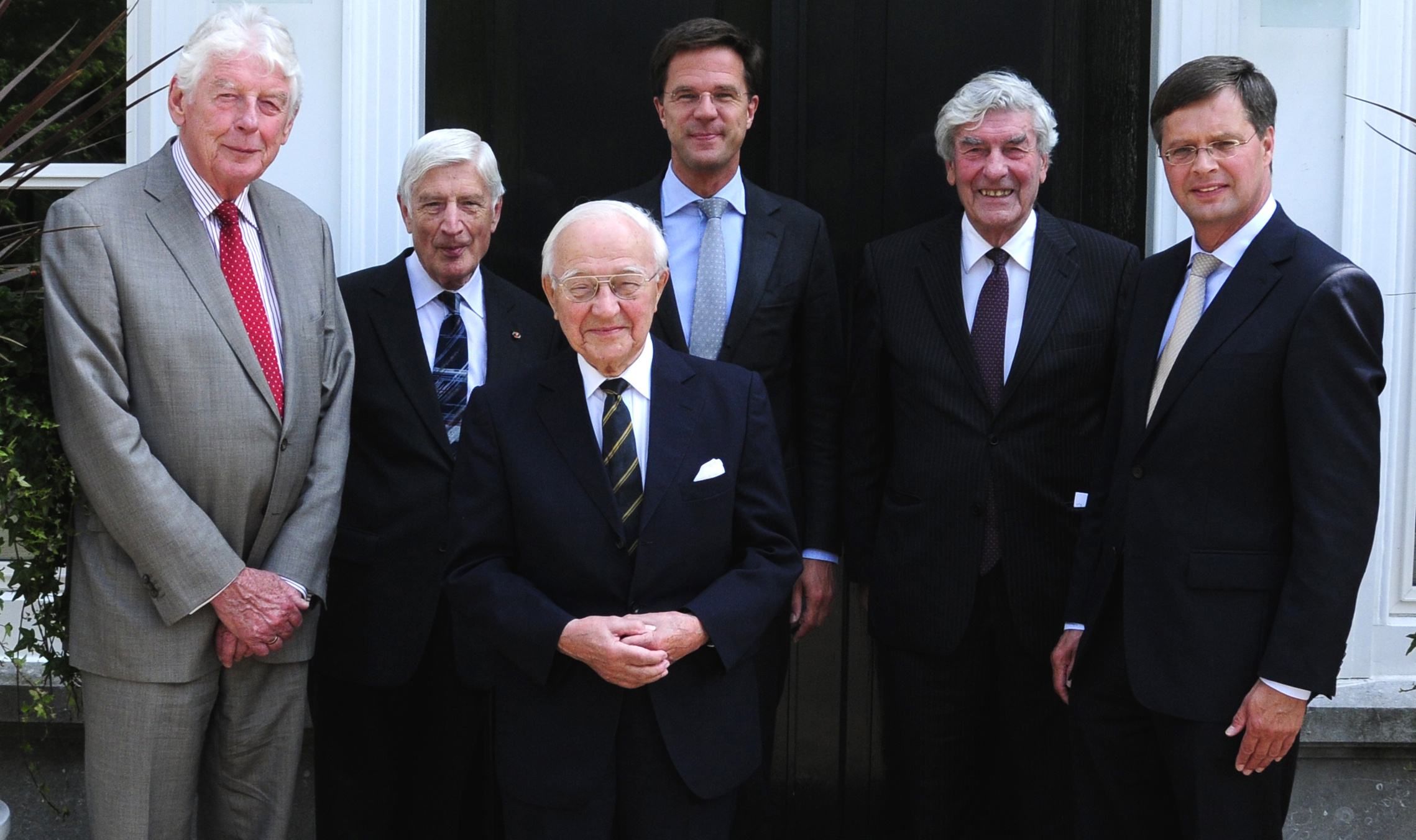
En 2011, cinq anciens Premiers ministres posent avec leur successeur alors en fonction devant la Catshuis. De gauche à droite : Wim Kok († 2018), Dries van Agt († 2024), Piet de Jong († 2016), Mark Rutte, Ruud Lubbers († 2018) et Jan Peter Balkenende.

Cet article dresse la liste des chefs du gouvernement néerlandais.
En 1848, à la suite d'une révision de la Constitution des Pays-Bas, le monarque se défait de ses pouvoirs exécutifs pour les confier à une personnalité politique, habituellement chef du parti dominant à la Seconde Chambre des États généraux. Le chef de l'État garde une fonction strictement protocolaire, bien qu'il demeure de jure chef du gouvernement. De facto, le Premier ministre est chargé par son mandat de diriger le pays en tant que chef du gouvernement, supervisant l'activité de son cabinet.
Depuis le 2 juillet 2024, Dick Schoof est Premier ministre des Pays-Bas.

## Titre
Évolution du titre
- 1848-1945 : président du Conseil des ministres des Pays-Bas (Voorzitter van de ministerraad van Nederland) ;
- Depuis 1945 : Premier ministre des Pays-Bas (Minister-president van Nederland, littéralement « ministre-président »).

## Liste

### Nommés par Guillaume II
- 1848 : Gerrit Schimmelpenninck (libéral)
- 1848-1849 : Jacobus Mattheüs de Kempenaer (libéral)

### Nommés par Guillaume III
- 1849-1853 : Johan Rudolf Thorbecke (libéral)
- 1853-1856 : Floris Adriaan van Hall (libéral)
- 1856-1858 : Justinus van der Brugghen (chrétien)
- 1858-1860 : Jan Jacob Rochussen (conservateur)
- 1860-1861 : Floris Adriaan van Hall (libéral)
- 1861 : Jacob van Zuylen van Nijevelt (libéral)
- 1861-1862 : Schelto van Heemstra (libéral)
- 1862-1866 : Johan Rudolf Thorbecke (libéral)
- 1866 : Isaäc Dignus Fransen van de Putte (libéral)
- 1866-1868 : Julius van Zuylen van Nijevelt (conservateur)
- 1868-1871 : Pieter Philip van Bosse (libéral)
- 1871-1872 : Johan Rudolf Thorbecke (libéral)
- 1872-1874 : Gerrit de Vries (libéral)
- 1874-1877 : Jan Heemskerk (conservateur)
- 1877-1879 : Jan Kappeyne van de Coppello (libéral)
- 1879-1883 : Theo van Lynden van Sandenburg (chrétien)
- 1883-1888 : Jan Heemskerk (conservateur)
- 1888-1891 : Æneas Mackay (ARP)

### Nommés sous la régence d'Emma
- 1891-1894 : Gijsbert van Tienhoven (libéral)
- 1894-1897 : Joan Röell (libéral)
- 1897-1901 : Nicolaas Pierson (LU (en))

### Nommés par Wilhelmine
- 1901-1905 : Abraham Kuyper (ARP)
- 1905-1908 : Theodor de Meester (LU (en))
- 1908-1913 : Theo Heemskerk (ARP)
- 1913-1918 : Pieter Cort van der Linden (libéral)
- 1918-1925 : Charles Ruijs de Beerenbrouck (RSKP)
- 1925-1926 : Hendrikus Colijn (ARP)
- 1926-1929 : Dirk Jan de Geer (CHU)
- 1929-1933 : Charles Ruijs de Beerenbrouck (RSKP)
- 1933-1939 : Hendrikus Colijn (ARP)
- 1939-1940 : Dirk Jan de Geer (CHU)
- 1940-1945 : Pieter Sjoerds Gerbrandy (ARP)
- 1945-1946 : Wim Schermerhorn (VDB (en) puis PvdA)
- 1946-1948 : Louis Beel (KVP)
- 1948-1958 : Willem Drees (PvdA)

### Nommés par Juliana
| Portrait           | Nom                | Naissance                      | Décès                                 | Parti politique | Mandat                             | Durée en fonction          | Cabinet(s)           | Monarque            |
| ------------------ | ------------------ | ------------------------------ | ------------------------------------- | --------------- | ---------------------------------- | -------------------------- | -------------------- | ------------------- |
| Louis Beel         | Louis Beel         | 12 avril 1902 à Ruremonde      | 11 février 1977 à Utrecht (74 ans)    | KVP             | 22 décembre 1958 – 19 mai 1959     | 4 mois et 27 jours         | Beel II              | Juliana (1948-1980) |
| Jan Eduard de Quay | Jan Eduard de Quay | 26 août 1901 à Bois-le-Duc     | 4 juillet 1985 à Beers (83 ans)       | KVP             | 19 mai 1959 – 24 juillet 1963      | 4 ans, 2 mois et 5 jours   | De Quay              | Juliana (1948-1980) |
| Victor Marijnen    | Victor Marijnen    | 21 février 1917 à Arnhem       | 5 avril 1975 à La Haye (58 ans)       | KVP             | 24 juillet 1963 – 14 avril 1965    | 1 an, 8 mois et 21 jours   | Marijnen             | Juliana (1948-1980) |
| Jo Cals            | Jo Cals            | 18 juillet 1914 à Ruremonde    | 30 décembre 1971 à La Haye (57 ans)   | KVP             | 14 avril 1965 – 22 novembre 1966   | 1 an, 7 mois et 8 jours    | Cals                 | Juliana (1948-1980) |
| Jelle Zilstra      | Jelle Zijlstra     | 27 août 1918 à Oosterbierum    | 23 décembre 2001 à Wassenaar (83 ans) | ARP             | 22 novembre 1966 – 5 avril 1967    | 4 mois et 14 jours         | Zijlstra             | Juliana (1948-1980) |
| Piet de Jong       | Piet de Jong       | 3 avril 1915 à Apeldoorn       | 27 juillet 2016 à La Haye (101 ans)   | KVP             | 5 avril 1967 – 6 juillet 1971      | 4 ans, 3 mois et 1 jour    | De Jong              | Juliana (1948-1980) |
| Barend Biesheuvel  | Barend Biesheuvel  | 5 avril 1920 à Haarlemmerliede | 29 avril 2001 à Haarlem (81 ans)      | ARP             | 6 juillet 1971 – 11 mai 1973       | 1 an, 10 mois et 5 jours   | Biesheuvel I et II   | Juliana (1948-1980) |
| Joop den Uyl       | Joop den Uyl       | 9 août 1919 à Hilversum        | 24 décembre 1987 à Amsterdam (68 ans) | PvdA            | 11 mai 1973 – 19 décembre 1977     | 4 ans, 7 mois et 8 jours   | Den Uyl              | Juliana (1948-1980) |
| Dries van Agt      | Dries van Agt      | 2 février 1931 à Geldrop       | 5 février 2024 à Nimègue (93 ans)     | KVP CDA         | 19 décembre 1977 – 4 novembre 1982 | 4 ans, 10 mois et 16 jours | Van Agt I, II et III | Juliana (1948-1980) |

### Nommés par Beatrix
| Portrait             | Nom                  | Naissance                       | Décès                                | Parti politique | Mandat                            | Durée en fonction          | Cabinet(s)                  | Monarque            |
| -------------------- | -------------------- | ------------------------------- | ------------------------------------ | --------------- | --------------------------------- | -------------------------- | --------------------------- | ------------------- |
| Ruud Lubbers         | Ruud Lubbers         | 7 mai 1939 à Rotterdam          | 14 février 2018 à Rotterdam (78 ans) | CDA             | 4 novembre 1982 – 22 août 1994    | 11 ans, 9 mois et 18 jours | Lubbers I, II et III        | Beatrix (1980-2013) |
| Wim Kok              | Wim Kok              | 29 septembre 1938 à Bergambacht | 20 octobre 2018 à Amsterdam (80 ans) | PvdA            | 22 août 1994 – 22 juillet 2002    | 7 ans et 11 mois           | Kok I et II                 | Beatrix (1980-2013) |
| Jan Peter Balkenende | Jan Peter Balkenende | 7 mai 1956 à Biezelinge         |                                      | CDA             | 22 juillet 2002 – 14 octobre 2010 | 8 ans, 2 mois et 22 jours  | Balkenende I, II, III et IV | Beatrix (1980-2013) |
| Mark Rutte           | Mark Rutte           | 14 février 1967 à La Haye       |                                      | VVD             | 14 octobre 2010 – 2 juillet 2024  | 13 ans, 8 mois et 18 jours | Rutte I, II, III et IV      | Beatrix (1980-2013) |

### Nommé par Willem-Alexander
| Portrait    | Nom         | Naissance                    | Décès | Parti politique | Mandat                   | Durée en fonction | Cabinet(s) | Monarque                       |
| ----------- | ----------- | ---------------------------- | ----- | --------------- | ------------------------ | ----------------- | ---------- | ------------------------------ |
| Dick Schoof | Dick Schoof | 8 mars 1957 à Santpoort-Zuid |       | Ind.            | Depuis le 2 juillet 2024 | 11 mois et 1 jour | Schoof     | Willem-Alexander (depuis 2013) |